# Dictablanda
Pojem dictablanda je používán politology k popisu diktatury, ve které jsou občanské svobody údajně více zachovalé nežli potlačené.

## Španělskádictablanda
Termín je používán zejména pro situaci ve Španělsku ve druhé polovině sedmdesátých let 20. století, kdy tamní režim zahájil proces demokratizace. Vládnoucí režim liberalizoval svoje chování, ale znemožňoval politickou participaci.

## Latinská Amerika
Výrazy dictablanda a dictadura jsou používány i pro krajní póly latinskoamerických diktatur, kde vlastní základ diktatura má neutrální význam pro situace, kdy v době ztráty důvěry v parlamentní instituce lid důvěřuje diktátorovi.

## Etymologie
Slovo dictablanda vzniklo kontaminací španělských slov dictadura („diktatura“) a blanda („lehký“). Ve výrazu je užit kalambúr. Ve španělském dictadura tak část blanda nahrazuje část dura, ktera ve španělštině znamená tvrdý.
Termín byl poprvé použit ve Španělsku v roce 1930, kdy Dámaso Berenguer nahradil Miguele Primo de Rivera y Orbaneja v čele vládnoucí vojenské junty a následně se pokoušel snížit napětí v zemi pomocí rušení některých tvrdých opatření, která byla dříve zavedena. Pojem byl také používán ve spojitosti s posledními roky režimu Francisca Franca a hegemonickou sedmdesát let trvající vládou Institucionální revoluční strany v Mexiku.
Termín „dictablanda“ může kontrastovat s termínem „demokratura“, který bývá v této souvislosti používán místo pojmu „neliberální demokracie“ – systém, v němž vláda a její představitelé jsou voleni, země ale přesto trpí nedostatkem občanských svobod. Jedním příkladem je období vlády Parvíze Mušarafa mezi léty 1999 a 2004 v Pákistánu. Mušarafa se k moci dostal nekrvavým pučem 12. října 1999. Ústavně se stal prezidentem po vítězství s 56 % hlasů v pákistánském sboru volitelů. Dalším příkladem je potvrzení Augusta Pinocheta jako prezidenta v chilském národním hlasování v roce 1980.